# Петранек, Ян
Ян Петранек (чеш. Jan Petránek, 28 декабря 1931, Прага, Чехословакия — 10 ноября 2018, там же) — чешский журналист, публицист и диссидент в коммунистической Чехословакии. Он входил в число подписантов Хартии-77.
Петранек работал журналистом на Чехословацком радио, государственной радиовещательной компании, во время Пражской весны и вторжения сил стран Варшавского договора в Чехословакию в 1968 году. Он был уволен руководством Чехословацкого радио вскоре после этого вторжения, но возобновил подпольное, независимое вещание в период политики «нормализации» в стране (1969—1989).
В конце 1980-х Петранек также участвовал в самиздате газеты «Лидове новины», которая была запрещена коммунистическим правительством ещё в 1950-х годах.
Петранек стал редактором «Лидове новины», как только газета вновь была легализована после Бархатной революции. Он также был вновь принят на работу на Чешское радио (бывшее Чехословацкое) после падения коммунистического режима в стране в 1989 году.
В 2015 году президент Чехии Милош Земан наградил Петранека медалью «За заслуги» перед государством. Ян Петранек — почётный гражданин района Прага 3.
Петранек умер в Праге 10 ноября 2018 года в возрасте 86 лет.
В фильме 2024 года — «Волны», снятый Иржи Мадлом, роль Петранека исполнил Петр Лненицка.